# Paris (Maine)
Paris – miasto w zachodniej części stanu Maine w Stanach Zjednoczonych, ośrodek administracyjny hrabstwa Oxford. Podczas spisu powszechnego w 2000 roku liczyło 4793 mieszkańców, a zaś ludność w roku 2008 szacowana była na 4962 osoby. Przez miasto przechodzą cztery drogi stanowe, oznaczone numerami 26, 117, 118 i 119. 
Najbardziej znaną osobą pochodzącą z Paris był Hannibal Hamlin, wiceprezydent USA u boku prezydenta Abrahama Lincolna.